# 423

## Esdeveniments
- Constantinoble: Gal·la Placídia i el seu fill Valentinià III busquen la protecció de Teodosi II, expulsats per Honori, amb qui s'havien enfrontat.
- 27 d'agost - Roma: A la mort d'Honori, l'usurpador Joan el Secretari és proclamat nou emperador romà.
- Armènia: Després d'un període d'anarquia sense sobirà, el rei Bahram V de Pèrsia, a petició de la noblesa del país, nomena Artaxes IV rei d'Armènia.
- Antioquia (Síria): Teodot accedeix a patriarca de la ciutat.
- Cirrhèstica (Síria): Teodoret de Cir és nomenat bisbe de la capital.
- Alep (Síria): Sant Simeó Estilita el Vell decideix viure sobre un pilar, convertint-se en el primer dels estilites.

## Necrològiques
- 15 d'agost - Roma: Honori, emperador romà, probablement d'hidropesia.